# プーケット航空
プーケット航空（Phuket Air）は、2001年に設立された、タイの独立系の航空会社。現在は運航を停止している。

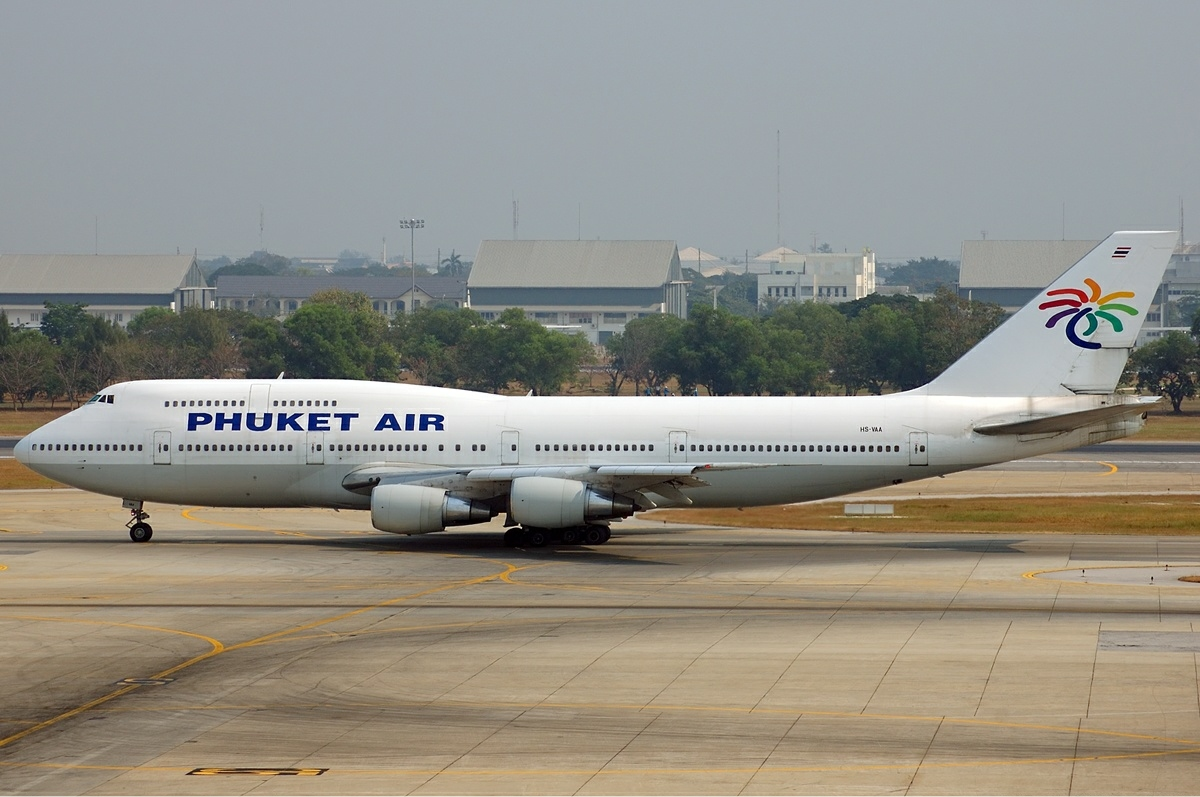
ボーイング747-300

## 概要
「プーケット航空」という名前でありながら、ハブ空港はバンコク国際空港となっている。日本への定期便はないが、チャーター便として各地の空港に飛来したことがあり、自衛隊のイラク派遣にチャーターされたこともある。

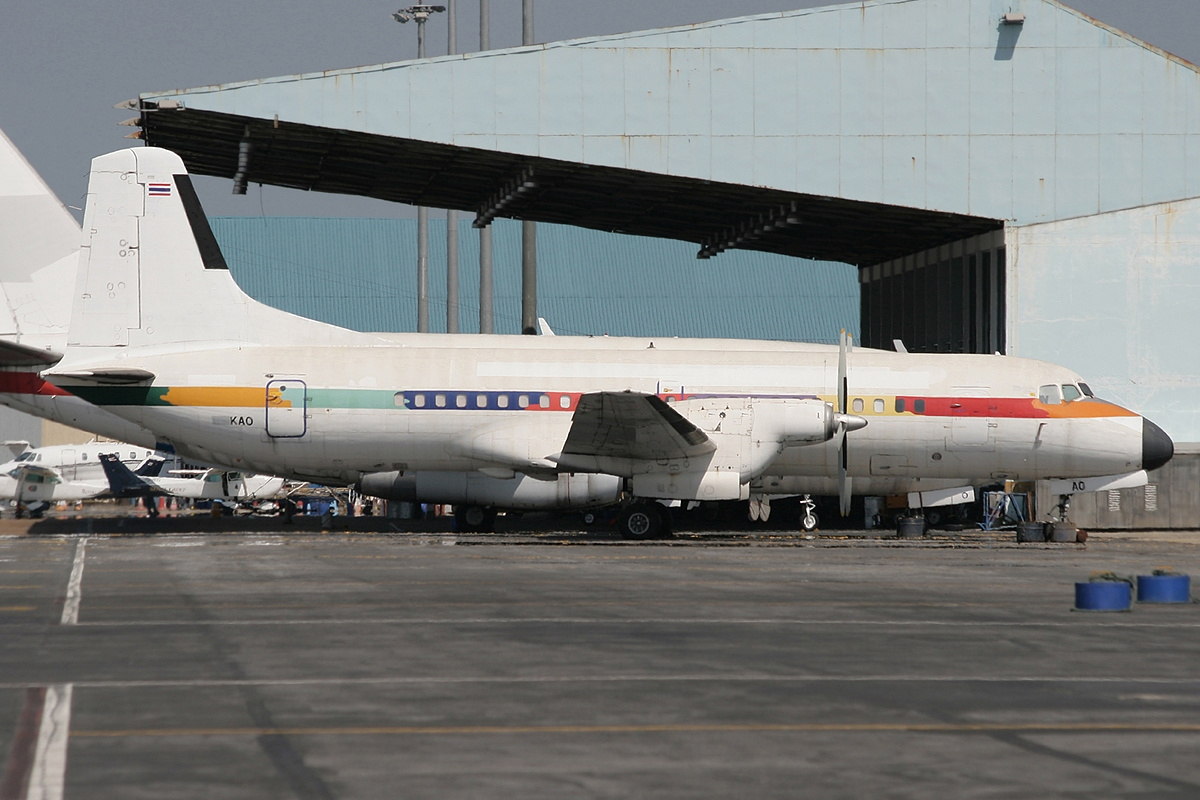
YS-11

エアーニッポンから購入した日本航空機製造YS-11、日本航空やKLMオランダ航空などから購入したボーイング747-200のほか、747-300、737-200を所有している。なお、全ての機材が中古機であった。
この様に古い機材が多く、しかも整備や運航管理面で問題が多いということから、欧州連合(EU)において「危ない航空会社」に指定され、EU内の運航、航行禁止処置が取られている。現在は定期便の運航を停止している。会社を清算し、「Holiday Airline」として新規航空会社を設立する計画がある。
なお現在は、その所有機の多くがドンムアン空港や、インドネシアのスカルノハッタ国際空港にストア（保管）されている。

## コードデーター
- IATA航空会社コード:9R
- ICAO航空会社コード:VAP
- コールサイン：Phuket Air

## 保有機材
プーケット航空の機材は以下の航空機で構成されていた：

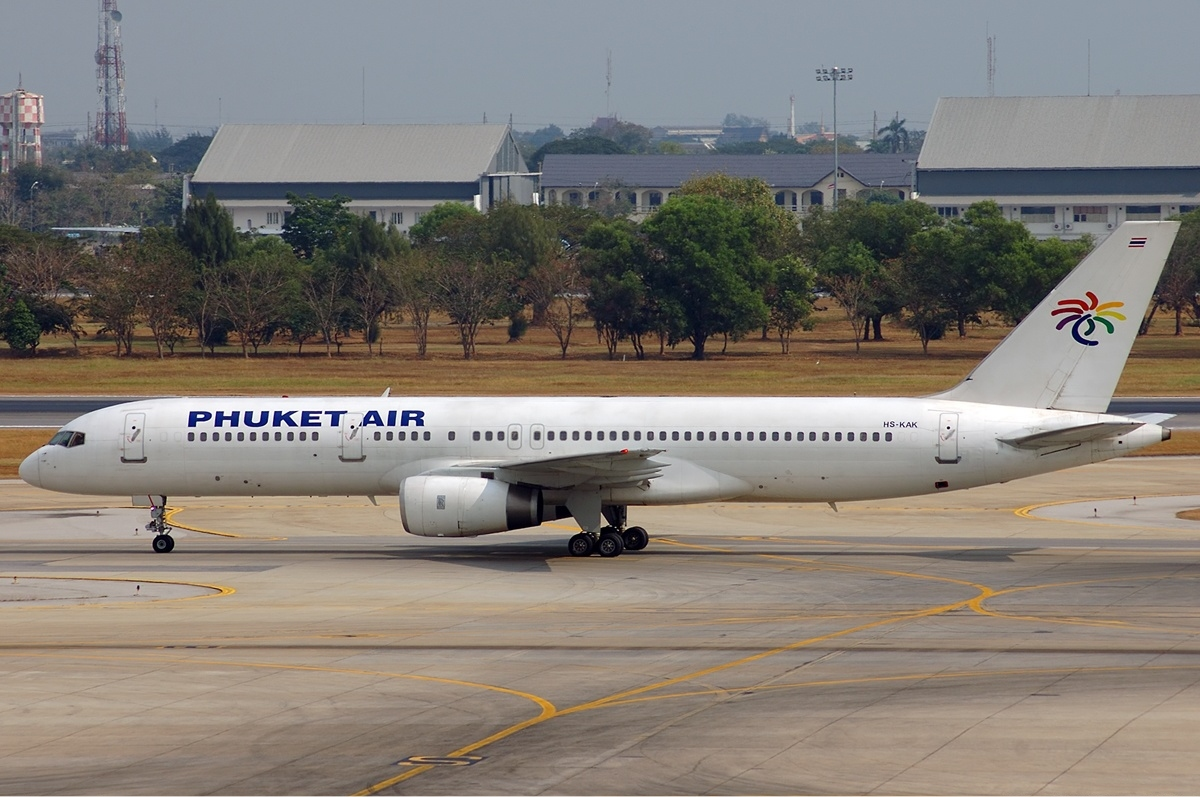
ボーイング757-200

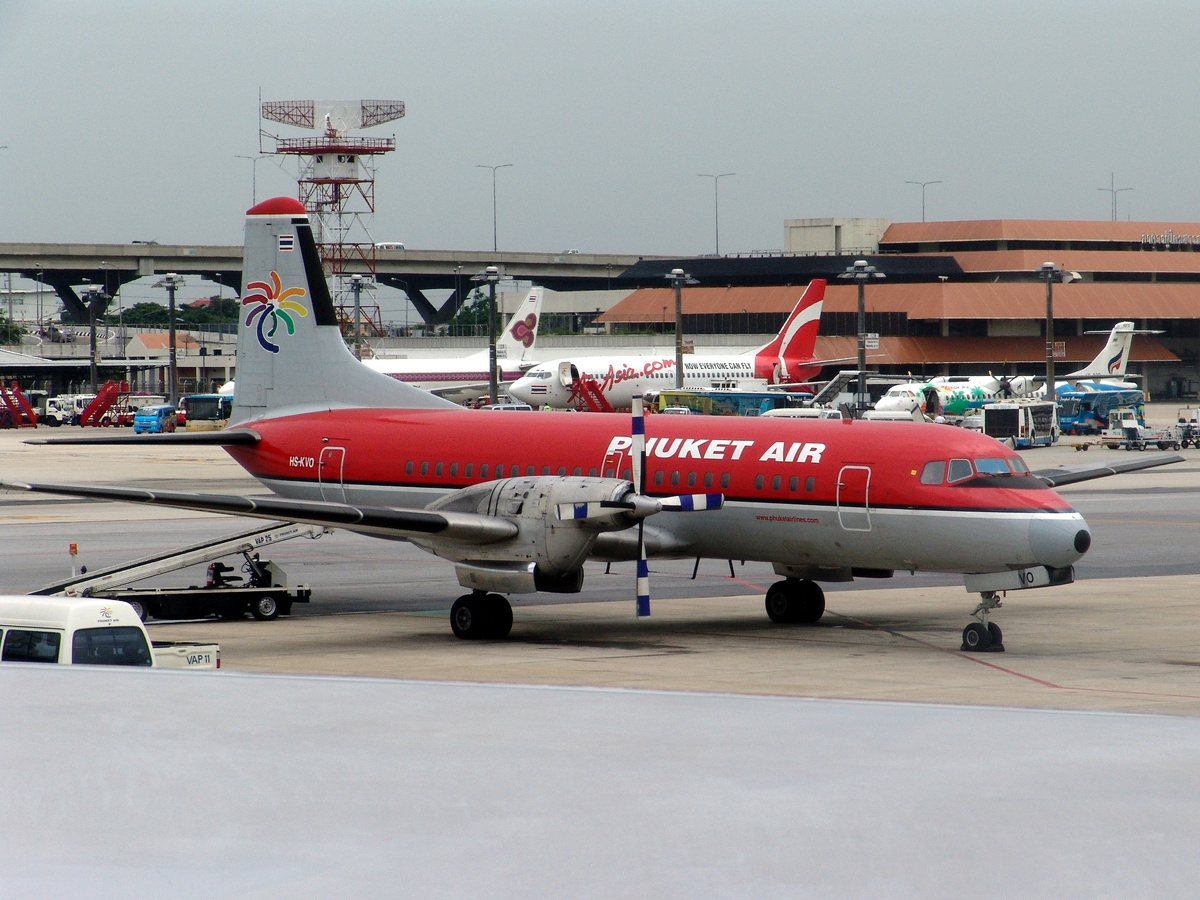
YS-11

- ボーイング 737-200型機
- ボーイング 747-200型機
- ボーイング 747-300型機
- ボーイング 757-200型機
- YS-11型機